# Porsche
Dr. Ing. h.c. F. Porsche AG (veelal afgekort tot Porsche AG) is een Duits fabrikant (oorspronkelijk van alleen sportauto's) opgericht in 1931 door Ferdinand Porsche, tevens de ontwerper van de eerste Volkswagen. Het bedrijf is gevestigd in Zuffenhausen, bij Stuttgart. Sinds 2009 is het bedrijf in handen van Volkswagen AG dat weer grotendeels in handen is van Porsche SE. in september 2022 kreeg Porsche AG een eigen beursnotering al blijft Volkswagen AG veruit de grootste aandeelhouder. Tegenwoordig bouwt Porsche naast sportauto’s ook SUV’s en elektrische auto’s.
Naast de autofabriek bestaat Porsche Consulting GmbH. Dit bedrijf heeft vele jaren zijn diensten aangeboden aan andere autoproducenten. Studebaker, Seat, Lada, Daewoo en Subaru hebben allen gebruikgemaakt van de kennis van Porsche voor het ontwikkelen van hun auto's.
Het hoofdkantoor en de fabriek zijn gevestigd in Zuffenhausen, maar voor de Cayenne en Carrera GT is een nieuwe fabriek gebouwd in Leipzig. De Porsche Boxster is in het verleden ook gebouwd bij Valmet Automotive in Finland.

## Geschiedenis

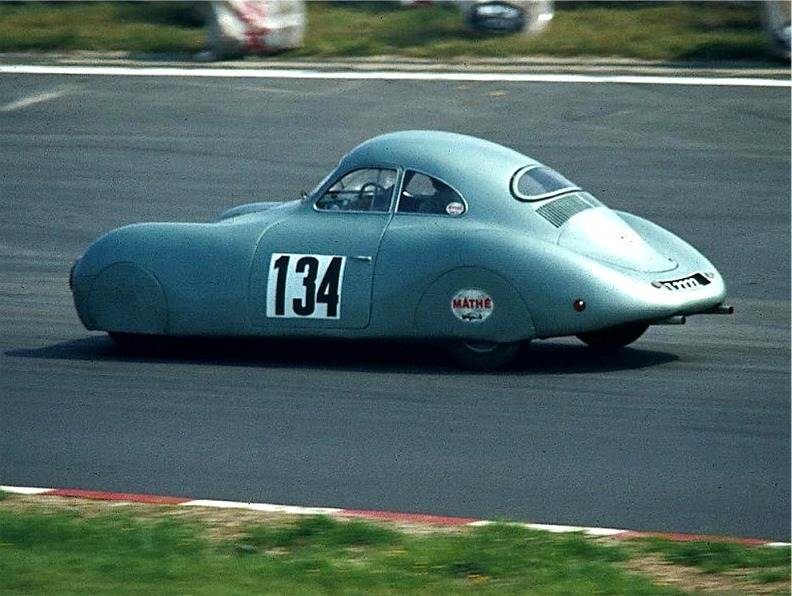
Porsche Type 64

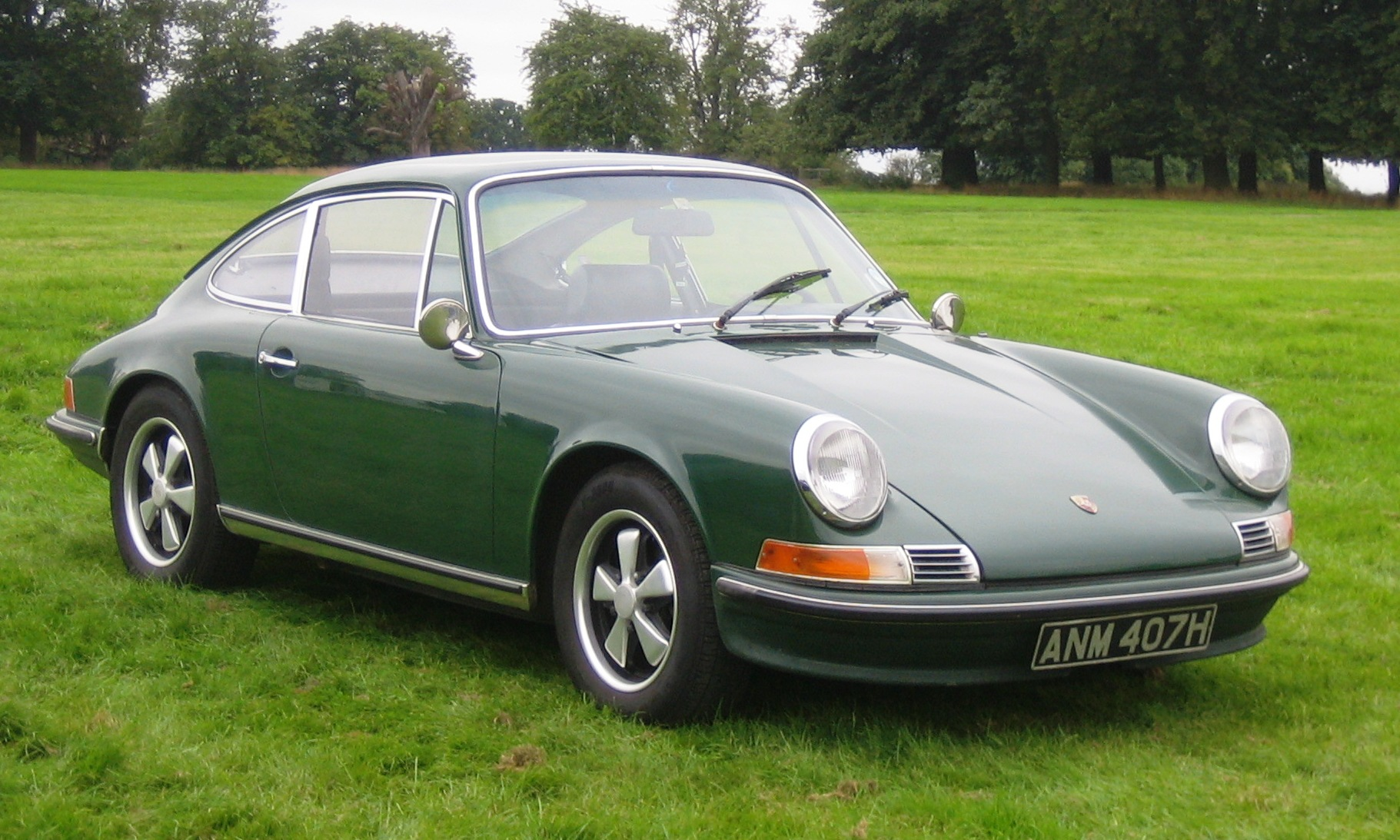
Porsche 911 (1969)

Voor de eerste Porsche, de Porsche 64, werden veel onderdelen van de KdF-Wagen gebruikt. De tweede, de Porsche 356 (geregistreerd in Oostenrijk op 8 juni 1948), werd in eerste instantie gebouwd in Gmünd, Oostenrijk, waar het bedrijf naartoe was gevlucht tijdens de oorlog. Na de productie van 49 auto's verhuisde het bedrijf terug naar Zuffenhausen. Veel mensen beschouwen de 356 als de eerste echte Porsche, eenvoudigweg omdat het het eerste model was dat werd verkocht door het jonge bedrijf. Ferdinand Porsche werkte met zijn zoon Ferry samen aan het ontwerp van de 356, maar overleed kort nadat het eerste prototype was gebouwd. Net als bij de 64 gebruikte de 356 veel onderdelen van de Kever, waaronder de ophanging, versnellingsbak en de verbrandingsmotor. Gedurende de productie evolueerde het model en werden veel VW-onderdelen vervangen door Porsche-onderdelen. De laatste modellen werden voorzien van volledig door Porsche ontworpen motorblokken. Het koetswerk werd ontworpen door Erwin Komenda, die ook het ontwerp van de Kever op zijn naam heeft staan. De eerste Porsche die op 8 juni 1948 op kenteken werd geregistreerd was een 356 Roadster.
In 1963 lanceerde Porsche na successen in de autosport de Porsche 901. Ook dit model had een luchtgekoelde motor achterin; ditmaal een zescilinder boxermotor. Dit model is nog steeds in productie (onder de naam Porsche 911), en is het bekendste model van Porsche. De 911 is zeer succesvol op het circuit, bij rally's en ook in de verkoop. Een goedkoper alternatief met dezelfde carrosserie, maar met de viercilindermotor van de 356, werd verkocht als de Porsche 912.
De Porsche 911 en 912 kregen dus oorspronkelijk de nummering 901 en 902. Deze nummers waren gekozen omdat Porsche in die dagen nauw samenwerkte met Volkswagen en Porsche een aanduiding wilde die aansloot bij de nummering van Volkswagen. Toen een van de Porsche-prototypes in 1963 op de autosalon van Parijs verscheen kreeg Porsche van de juridische afdeling van Peugeot te horen dat Peugeot al sinds 1929 drie cijfers met een nul in het midden gebruikte als typeaanduiding. Als Porsche in Frankrijk auto's wilde verkopen moest de typeaanduiding worden aangepast. Omdat de Franse markt voor Porsche belangrijk was werd de typeaanduiding aangepast. Wel waren er toen al 49 auto's gebouwd van het type 901. De officiële naamsverandering naar 911 kwam op 10 november 1964, vanaf chassisnummer "300049". Opmerkelijk genoeg bleef Porsche de nul in het midden wel gebruiken voor de raceversies, zonder dat Peugeot hier bezwaar tegen maakte.

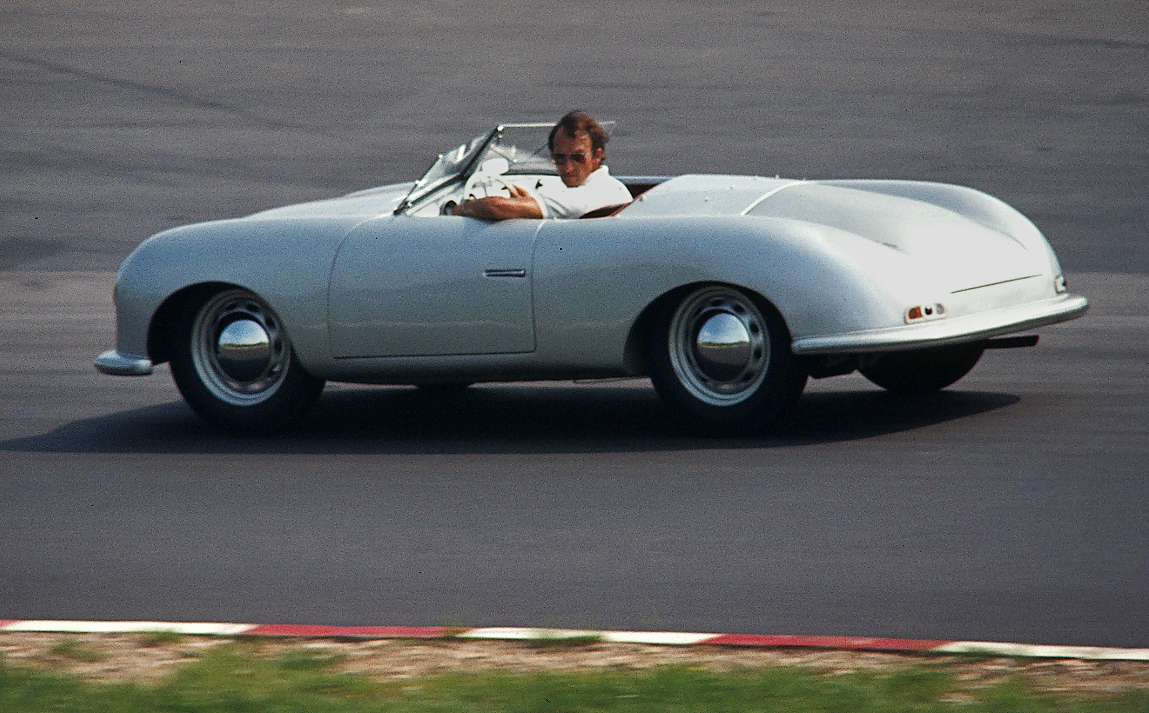
Porsche 356 Nr.1

Porsche heeft altijd nauwe banden gehad met Volkswagen. Dit kwam doordat Ferdinand Porsche voor Kraft durch Freude de KdF-Wagen (de latere Volkswagen Kever) had ontwikkeld. De eerste Porsches gebruikten veel VW-onderdelen, zoals hierboven vermeld. In 1969 werkten de twee bedrijven samen om de VW-Porsche 914 te bouwen. Er kwamen twee motortypes uit. De 914/4 en de 914/6, waarbij de toevoeging het aantal cilinders aangaf. Volkswagen bood de viercilinderversie aan, en Porsche de zescilinderversie. In 1976 ging de samenwerking verder bij de Porsche 924. Deze was eigenlijk bedoeld als Volkswagens topmodel sportcoupé. Volkswagen vroeg Porsche de auto te ontwerpen op basis van een bestaande Audi viercilinder,  Audi is een onderdeel van de Volkswagen Group.) Het ontwerp bestond dus ook uit veel VW- en Audi-onderdelen, maar was wel een echt Porsche-ontwerp. Vanwege de oliecrisis van 1973 besloot Volkswagen het project te stoppen. Porsche kocht het ontwerp voor 100 miljoen DM terug, maar besteedde de productie uit aan de Audi-fabriek in Neckarsulm, op beperkte afstand van Porsches vestiging in Zuffenhausen. Uiteindelijk bleek Porsche de zaak goed ingeschat te hebben, want de 924 werd een enorm verkoopsucces en redde Porsche van de financiële ondergang.
De samenwerking ging verder. De Porsche 944, bedoeld als opvolger van de 924, was een volledig Porscheontwerp, maar de productie werd vanwege kostenefficiëntie weer uitbesteed aan Audi. Uitzondering daarop was het motorblok, dat compleet geleverd werd door Porsche en alleen in de Audifabriek gemonteerd hoefde te worden. Voor de 944 Turbo en Cabriolet maakte Porsche een uitzondering. Deze had een iets ander chassis en werd daarom volledig in eigen beheer geproduceerd. Ook later was er samenwerking tussen de bedrijven. De Porsche Cayenne, verschenen in 2002, maakt gebruik van hetzelfde chassis als de Volkswagen Touareg. Dit chassis wordt gebouwd in de Škodafabriek in Bratislava. (Naast Audi is ook Škoda in het bezit van Volkswagen.)
Een van de opvallendste auto's van Porsche is wellicht de Porsche 928. Nog voor de 924 was Porsche al van plan af te stappen van het concept van een luchtgekoelde motor achterin. In 1971 begon Porsche daarom aan het ontwerp van een luxe, maar daardoor zeer zware Grand Turismo met een krachtige watergekoelde V8-motor die voorin lag. Het was oorspronkelijk de bedoeling dat de 928 de 911 zou vervangen. Toen in 1977, na vertraging door de opkomende oliecrisis, de eerste 928 gepresenteerd werd (als 1978-model) kreeg hij zelfs de titel 'Auto van het Jaar', hetgeen ongehoord was voor een sportwagen. De productie van de 928 eindigde pas in 1995. Daardoor werd de 928 na de 911 het langst geproduceerde Porschemodel.
In 1996 is de Porsche 911 GT1 in een oplage van 25 stuks geproduceerd. Deze kostte toen € 790.000 excl. BPM. Dit is tot aan vandaag de duurste straatversie van Porsche.

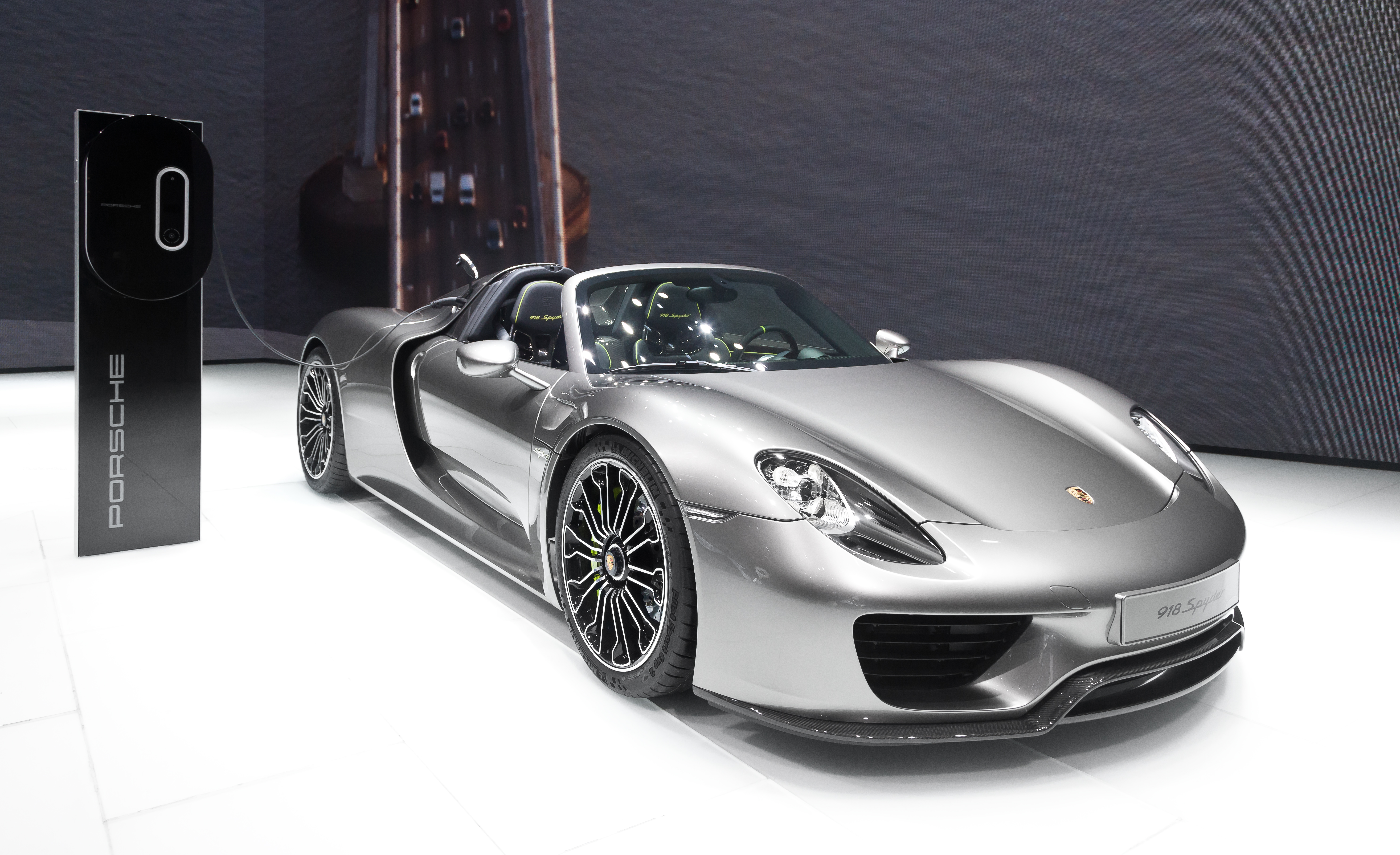
Porsche 918 Spyder

In 2004 werd begonnen met de productie van de Porsche Carrera GT.
In het najaar van 2009 werd de Porsche Panamera op de markt gebracht. De auto is een vierdeurscoupé met een lengte van 4,97 meter. Met de komst van de Panamera blijkt de onderneming de trend voort te zetten auto's buiten de gebruikelijke marktsegmenten te produceren; de Porsche Cayenne zorgde bij zijn komst in de markt ook voor wat opschudding.
Op 1 maart 2010 werd op de Autosalon van Genève de nieuwe Porsche 918 Spyder voorgesteld. De supersportwagen werd ontworpen door Michael Mauer en wordt aangedreven door een V8-motor met een inhoud van 4,6 liter die 450 kW (608 PK) levert, samen met twee elektromotoren, een van 95 kW (129 PK) bij de vooras en een van 115 kW (156 PK) bij de achteras. De benzinemotor is gebaseerd op de 3,4 liter motor van de Porsche RS Spyder.

## Activiteiten
Porsche is een producent van luxe sportwagens. De auto’s worden geproduceerd in drie fabrieken, twee fabrieken zijn van Porsche, Stuttgart-Zuffenhausen en Leipzig, en verder worden de auto's gemaakt in de Volkswagenfabriek in Bratislava en nog een beperkt aantal in Maleisië. Ongeveer twee derde van de auto's komen uit de eigen fabrieken van Porsche. 
In 2023 werden 336.000 exemplaren verkocht. De meest verkochte modellen waren de Cayenne en de Macan, die samen 55% van de verkopen vertegenwoordigden in 2023. Het aandeel elektrische auto's was 13%. Voor de verkoop werkt Porsche samen met 900 dealers verspreid over 120 landen. De grootste afzetmarkt is Noord-Amerika, hier werd 27% van de voertuigen verkocht. De tweede afzetmarkt is Volksrepubliek China met een kwart van de verkopen. Europa, exclusief Duitsland, staat op de derde plaats en Duitsland op plaats vier met een aandeel van 10%.
Bij het bedrijf werken ruim 42.000 personen, waarvan een vijfde vrouwen. Zo’n 6000 werknemers zijn betrokken bij onderzoek en ontwikkeling. Hier geeft het bedrijf jaarlijks 7 à 8% van de omzet aan uit.
Het bedrijf heeft doorgaans zeer hoge nettowinstmarges, dit was 14,6% in 2020 en 18,0% in 2022. 

### Resultaten
| Jaar | Omzet        | Nettoresultaat | Autoverkopen | Bron   |
| Jaar | (×€ miljoen) | (×€ miljoen)   | Autoverkopen | Bron   |
| ---- | ------------ | -------------- | ------------ | ------ |
| 2012 |              |                | 59.513       |        |
| 2013 |              |                | 162.145      | [ 4 ]  |
| 2014 |              |                | 189.849      | [ 5 ]  |
| 2015 | 21.533       | 2335           | 225.121      | [ 6 ]  |
| 2016 |              |                | 237.778      | [ 7 ]  |
| 2017 |              |                | 246.375      | [ 8 ]  |
| 2018 |              |                | 256.255      | [ 9 ]  |
| 2019 | 28.518       | 2801           | 280.800      | [ 10 ] |
| 2020 | 28.695       | 3166           | 272.162      | [ 11 ] |
| 2021 | 33.138       | 4083           | 301.915      | [ 12 ] |
| 2022 | 37.630       | 4957           | 309.884      |        |
| 2023 | 40.530       | 5157           | 320.221      |        |

### Eigenaren
De families Porsche en Piëch zijn de eigenaren van de holding Porsche SE, waarin de familie Porsche een krap meerderheidsbelang heeft en dat op zijn beurt alle aandelen van Porsche AG bezit en 51% van Volkswagen AG. Porsche, dat eind 2005 een belang nam in Volkswagen, breidde zijn participatie stelselmatig verder uit. In mei 2008 bezat het met een aandeel van 35% reeds de feitelijke zeggenschap over het bedrijf, in september was dat opgelopen tot 42% en kondigde Porsche aan opties te willen uitoefenen voor nog eens 30% tot een totaal belang van 75% medio 2009.
Spil in de overnamestrijd was Ferdinand Piëch, kleinzoon van Ferdinand Porsche. Piëch was bestuursvoorzitter bij de Volkswagen van 1993 tot 2002. Daarvoor was hij onder andere projectleider voor motorontwerp van de 911 Boxer en projectleider voor Porsche raceauto's zoals de Porsche 917. Sinds 2002 was hij voorzitter van de Aufsichtsrat (Raad van Commissarissen) van VW AG en met 13% grootaandeelhouder van Porsche. Zijn doelstelling was beide concerns, die sterke historische banden hebben, weer binnen een familie te brengen.
Tussen Porsche en Volkswagen brandde een strijd los, die vooral ging om de medezeggenschapsrechten van Porsche, dat puur getalsmatig immers overvleugeld zou worden door Volkswagen. Beide families legden dit geschil eind oktober 2008 echter bij. Naar aanleiding van de overnameplannen werd de beurskoers van het bedrijf dermate opgestuwd dat Volkswagen korte tijd het grootste bedrijf ter wereld was naar marktkapitalisatie.
In juli 2009 werd de topman van Porsche Wendelin Wiedeking samen met de financiële topman ontslagen, geruchten over een overname door Volkswagen werden hierdoor sterker. Op 13 augustus 2009 werd bekend dat Volkswagen en Porsche zullen integreren tot één groep in 2011. Aan het eind van 2009 had Volkswagen zijn belang in Porsche AG uitgebreid tot 42%, terwijl Porsche SE omgekeerd 51% van de aandelen Volkswagen AG bezat. Qatar kreeg in ruil voor 7 miljard euro uiteindelijk een belang van 17% in de nieuwe groep. Een paar dagen later lekte uit dat de fusie misschien al in 2010 voltooid kon zijn. Dit heeft echter langer geduurd, maar Volkswagen nam Porsche op 1 augustus 2012 over. Dit doet Volkswagen door gebruik te maken van een put-calloptie om het sportwagenmerk voor 3,9 miljard euro in te lijven. Overigens blijft Porsche na de overname voor een groot deel een autonoom bedrijf binnen de holding.

#### Naar de beurs
Volkswagen AG besloot een deel van het aandelenbelang te verkopen. Porsche AG heeft 911 miljoen aandelen, gelijk verdeeld over twee aandelensoorten, gewone en preferente aandelen. De preferente aandelen ontvangen een vast percentage dividend, maar hebben geen stemrecht. In september 2022 kregen alleen de preferente aandelen een beursnotering, deze aandelen zijn tegen een introductieprijs van 82,50 euro per aandeel verkocht. Tegen die prijs had het bedrijf een marktkapitalisatie van 78 miljard euro. Na de beursintroductie is Volkswagen AG eigenaar van 75,0% minus één gewoon aandeel en Porsche SE heeft 25% plus één gewoon aandeel. Van de preferente aandelen is 75,8% in handen van Volkswagen AG en de rest, dat is 24,2%, is vrij verhandelbaar.

## Motorsport

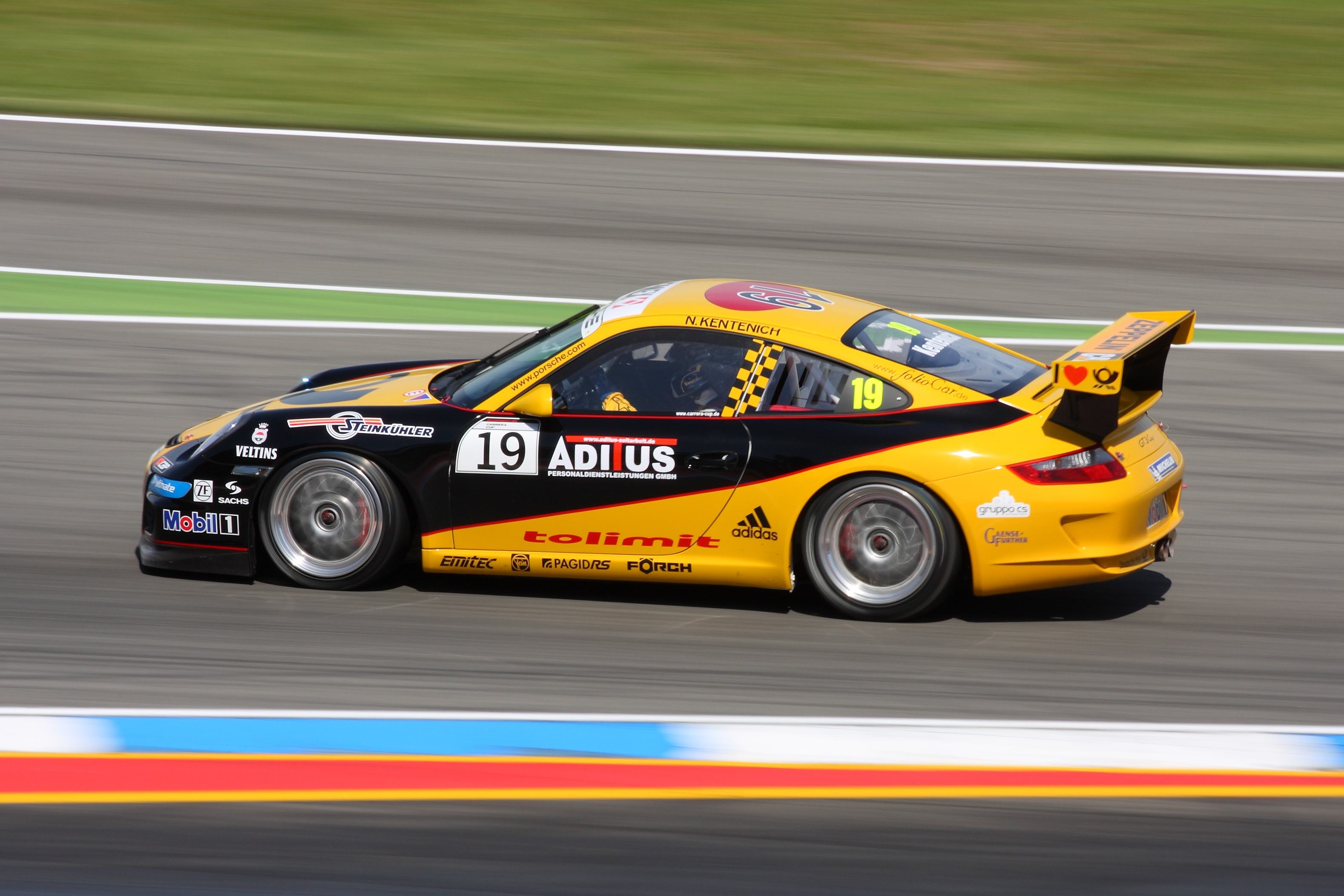
Porsche 911 op de Hockenheimring, rijder Niclas Kentenich

Porsche is altijd zeer succesvol geweest in de verschillende takken van de autosport, met meer dan 28.000 overwinningen. Vooral bij sportautoraces, zoals de 24 uur van Le Mans, die Porsche achttien keer, meer dan welk ander bedrijf, heeft gewonnen en in de Parijs-Dakar Rally. Ook veel privéteams hebben rijdend in een Porsche succes geboekt bij de 24 uur van Le Mans.
Porsche is met wisselend succes actief geweest in de Formule 1. Van 1958 tot 1964 wonnen ze één race, in 1962 bij de Franse Grand Prix. Na bijna twee decennia kwam Porsche terug in de Formule 1 van 1983 tot 1986. Ze verschaften motoren onder het label Techniques d'Avant Garde (TAG) voor het Team McLaren. Hiermee werden twee constructeurstitels behaald in 1984 en 1985. In 1991 kwam Porsche opnieuw terug als motorleverancier met rampzalige resultaten. De door Porschemotoren aangedreven auto's scoorden het hele seizoen geen punt. De helft van het aantal races kwalificeerden de auto's zich niet eens. Porsche heeft sindsdien niet meer deelgenomen aan de Formule 1.
Porsche heeft in Nederland een amateurraceklasse: Porsche Club Racing (voorheen Porsche ADPCR). Internationaal organiseert Porsche de Porsche Supercup.
Porsche nam in 2008 met de RS Spyder deel aan de 24 uur van Le Mans op 14 en 15 juni. Het Nederlandse team Van Merksteijn Motorsport bestond uit Jos Verstappen, Jeroen Bleekemolen en Peter van Merksteijn en behaalde de overwinning in de LMP2 klasse.
Een overblijfsel van de motorsport is het contactslot dat aan de linkerkant van het stuur gemonteerd is (iets dat heden ten dage nog steeds gebruikelijk is in elke Porsche). Dit is zo ontworpen voor de Le Mansstart, waar de coureur bij de start van de wedstrijd naar de auto moest rennen, instappen en de motor moest starten. Omdat een Porsche met de linkerhand kan worden gestart blijft de rechterhand vrij om alvast de eerste versnelling te selecteren.

## Meer dan auto's
- In 1972 richtte Ferdinand Alexander Porsche het bedrijf Porsche Design op. Dit bedrijf richt zich voornamelijk op luxe modeartikelen, zoals horloges, pennen en koffers. Porsche Design ontwierp ook de Weense lagevloertram ULF.
- In 1980 ontwierp Ferdinand Alexander Porsche een motorfiets op basis van de Yamaha SR 500. Het bedieningsgemak van deze "motor voor 1990" stond voorop. Koppeling en versnellingsbak werkten automatisch, er kwam een startmotor op en de rem werd alleen via de voet bediend. Porsche noemde het prototype AMK (Alternatives Motorrad Konzept).
- Sinds eind jaren 90 begon Porsche een eigen fietsenlijn met zowel mountainbikes als race- en toerfietsen. De fietsen komen grotendeels overeen met de oudere modellen van de Duitse fabrikant Votec.
- Ook werden er onder de naam Porsche tractors gemaakt, zie Porsche-Diesel.
- Porsche is ook toonaangevend op het gebied van verbetertechnieken van het productieproces, zoals het door Toyota bedachte Lean manufacturing.

## Huidige modellen
(leverbaar 1 oktober 2024 in Nederland)
Porsche 718
- 718 Boxster
- 718 Boxster Style Edition
- 718 Boxster S
- 718 Boxster GTS 4.0
- 718 Spyder RS
- 718 Cayman
- 718 Cayman Style Edition
- 718 Cayman S
- 718 Cayman GTS 4.0
- 718 Cayman GT4RS

Porsche 911 (992.2)
- 911 Carrera
- 911 Carrera Cabriolet
- 911 Carrera GTS
- 911 Carrera GTS Cabriolet
- 911 Carrera 4 GTS
- 911 Carrera 4 GTS Cabriolet
- 911 Targa 4 GTS

Porsche 911 (992)
- 911 Turbo
- 911 Turbo Cabriolet
- 911 Turbo S
- 911 Turbo S Cabriolet
- 911 Turbo 50 Years
- 911 GT3
- 911 GT3 Touring
- 911 GT3 RS

Porsche Panamera
- Panamera
- Panamera 4
- Panamera 4 E-Hybrid
- Panamera 4 E-Hybrid Executive
- Panamera 4S E-Hybrid
- Panamera GTS
- Panamera Turbo E-Hybrid
- Panamera Turbo S E-Hybrid
- Panamera Turbo S E-Hybrid Executive

Porsche Macan Electric
- Macan Electric
- Macan 4 Electric
- Macan 4S Electric
- Macan Turbo Electric

Porsche Cayenne
- Cayenne
- Cayenne E-Hybrid
- Cayenne S
- Cayenne S E-Hybrid
- Cayenne GTS
- Cayenne Turbo E-Hybrid

Porsche Cayenne Coupe
- Cayenne Coupé
- Cayenne E-Hybrid Coupé
- Cayenne S Coupé
- Cayenne S E-Hybrid Coupé
- Cayenne GTS Coupé
- Cayenne Turbo E-Hybrid Coupé

Porsche Taycan
- Taycan
- Taycan 4S
- Taycan Turbo
- Taycan Turbo S
- Taycan Turbo GT

Porsche Taycan Cross Turismo
- Taycan 4 Cross Turismo
- Taycan 4S Cross Turismo
- Taycan Turbo Cross Turismo
- Taycan Turbo S Cross Turismo

Porsche Taycan Sport Turismo
- Taycan Sport Turismo
- Taycan 4S Sport Turismo
- Taycan Turbo Sport Turismo
- Taycan Turbo S Sport Turismo

## Modeloverzicht
| Type                  | 1940 | 1940 | 1940 | 1940 | 1940 | 1950 | 1950 | 1950 | 1950 | 1950 | 1950 | 1950 | 1950 | 1950 | 1950 | 1960 | 1960 | 1960 | 1960 | 1960 | 1960 | 1960 | 1960 | 1960 | 1960 | 1970 | 1970 | 1970 | 1970 | 1970 | 1970      | 1970      | 1970      | 1970      | 1970      |
| Type                  | 5    | 6    | 7    | 8    | 9    | 0    | 1    | 2    | 3    | 4    | 5    | 6    | 7    | 8    | 9    | 0    | 1    | 2    | 3    | 4    | 5    | 6    | 7    | 8    | 9    | 0    | 1    | 2    | 3    | 4    | 5         | 6         | 7         | 8         | 9         |
| Roadster & Sportwagen |      |      |      |      |      |      |      |      |      |      |      |      |      |      |      |      |      |      |      |      | 912  | 912  | 912  | 912  | 912  |      |      |      |      |      | 912E      | 924       | 924       | 924       | 924       |
| Roadster & Sportwagen |      |      |      | 356  | 356  | 356  | 356  | 356  | 356  | 356  | 356  | 356  | 356  | 356  | 356  | 356  | 356  | 356  | 356  | 356  | 356  |      |      |      | 914  | 914  | 914  | 914  | 914  | 914  | 914       | 914       |           |           |           |
| Roadster & Sportwagen |      |      |      |      |      |      |      |      |      |      |      |      |      |      |      |      |      |      |      | 911  | 911  | 911  | 911  | 911  | 911  | 911  | 911  | 911  | 911  | 911  | 911 / 930 | 911 / 930 | 911 / 930 | 911 / 930 | 911 / 930 |
| Gran Turismo          |      |      |      |      |      |      |      |      |      |      |      |      |      |      |      |      |      |      |      |      |      |      |      |      |      |      |      |      |      |      |           |           | 928       | 928       | 928       |


| « vorig — Porsche-personenauto's van 1980 tot heden | « vorig — Porsche-personenauto's van 1980 tot heden | « vorig — Porsche-personenauto's van 1980 tot heden | « vorig — Porsche-personenauto's van 1980 tot heden | « vorig — Porsche-personenauto's van 1980 tot heden | « vorig — Porsche-personenauto's van 1980 tot heden | « vorig — Porsche-personenauto's van 1980 tot heden | « vorig — Porsche-personenauto's van 1980 tot heden | « vorig — Porsche-personenauto's van 1980 tot heden | « vorig — Porsche-personenauto's van 1980 tot heden | « vorig — Porsche-personenauto's van 1980 tot heden | « vorig — Porsche-personenauto's van 1980 tot heden | « vorig — Porsche-personenauto's van 1980 tot heden | « vorig — Porsche-personenauto's van 1980 tot heden | « vorig — Porsche-personenauto's van 1980 tot heden | « vorig — Porsche-personenauto's van 1980 tot heden | « vorig — Porsche-personenauto's van 1980 tot heden | « vorig — Porsche-personenauto's van 1980 tot heden | « vorig — Porsche-personenauto's van 1980 tot heden | « vorig — Porsche-personenauto's van 1980 tot heden | « vorig — Porsche-personenauto's van 1980 tot heden | « vorig — Porsche-personenauto's van 1980 tot heden | « vorig — Porsche-personenauto's van 1980 tot heden | « vorig — Porsche-personenauto's van 1980 tot heden | « vorig — Porsche-personenauto's van 1980 tot heden | « vorig — Porsche-personenauto's van 1980 tot heden | « vorig — Porsche-personenauto's van 1980 tot heden | « vorig — Porsche-personenauto's van 1980 tot heden | « vorig — Porsche-personenauto's van 1980 tot heden | « vorig — Porsche-personenauto's van 1980 tot heden | « vorig — Porsche-personenauto's van 1980 tot heden | « vorig — Porsche-personenauto's van 1980 tot heden | « vorig — Porsche-personenauto's van 1980 tot heden | « vorig — Porsche-personenauto's van 1980 tot heden | « vorig — Porsche-personenauto's van 1980 tot heden | « vorig — Porsche-personenauto's van 1980 tot heden | « vorig — Porsche-personenauto's van 1980 tot heden | « vorig — Porsche-personenauto's van 1980 tot heden | « vorig — Porsche-personenauto's van 1980 tot heden | « vorig — Porsche-personenauto's van 1980 tot heden | « vorig — Porsche-personenauto's van 1980 tot heden | « vorig — Porsche-personenauto's van 1980 tot heden | « vorig — Porsche-personenauto's van 1980 tot heden | « vorig — Porsche-personenauto's van 1980 tot heden | « vorig — Porsche-personenauto's van 1980 tot heden | « vorig — Porsche-personenauto's van 1980 tot heden | « vorig — Porsche-personenauto's van 1980 tot heden |
| --------------------------------------------------- | --------------------------------------------------- | --------------------------------------------------- | --------------------------------------------------- | --------------------------------------------------- | --------------------------------------------------- | --------------------------------------------------- | --------------------------------------------------- | --------------------------------------------------- | --------------------------------------------------- | --------------------------------------------------- | --------------------------------------------------- | --------------------------------------------------- | --------------------------------------------------- | --------------------------------------------------- | --------------------------------------------------- | --------------------------------------------------- | --------------------------------------------------- | --------------------------------------------------- | --------------------------------------------------- | --------------------------------------------------- | --------------------------------------------------- | --------------------------------------------------- | --------------------------------------------------- | --------------------------------------------------- | --------------------------------------------------- | --------------------------------------------------- | --------------------------------------------------- | --------------------------------------------------- | --------------------------------------------------- | --------------------------------------------------- | --------------------------------------------------- | --------------------------------------------------- | --------------------------------------------------- | --------------------------------------------------- | --------------------------------------------------- | --------------------------------------------------- | --------------------------------------------------- | --------------------------------------------------- | --------------------------------------------------- | --------------------------------------------------- | --------------------------------------------------- | --------------------------------------------------- | --------------------------------------------------- | --------------------------------------------------- | --------------------------------------------------- | --------------------------------------------------- |
| Type                                                | 1980                                                | 1980                                                | 1980                                                | 1980                                                | 1980                                                | 1980                                                | 1980                                                | 1980                                                | 1980                                                | 1980                                                | 1990                                                | 1990                                                | 1990                                                | 1990                                                | 1990                                                | 1990                                                | 1990                                                | 1990                                                | 1990                                                | 1990                                                | 2000                                                | 2000                                                | 2000                                                | 2000                                                | 2000                                                | 2000                                                | 2000                                                | 2000                                                | 2000                                                | 2000                                                | 2010                                                | 2010                                                | 2010                                                | 2010                                                | 2010                                                | 2010                                                | 2010                                                | 2010                                                | 2010                                                | 2010                                                | 2020                                                | 2020                                                | 2020                                                | 2020                                                | 2020                                                | 2020                                                |
| Type                                                | 0                                                   | 1                                                   | 2                                                   | 3                                                   | 4                                                   | 5                                                   | 6                                                   | 7                                                   | 8                                                   | 9                                                   | 0                                                   | 1                                                   | 2                                                   | 3                                                   | 4                                                   | 5                                                   | 6                                                   | 7                                                   | 8                                                   | 9                                                   | 0                                                   | 1                                                   | 2                                                   | 3                                                   | 4                                                   | 5                                                   | 6                                                   | 7                                                   | 8                                                   | 9                                                   | 0                                                   | 1                                                   | 2                                                   | 3                                                   | 4                                                   | 5                                                   | 6                                                   | 7                                                   | 8                                                   | 9                                                   | 0                                                   | 1                                                   | 2                                                   | 3                                                   | 4                                                   | 5                                                   |
| Roadster & Sportwagen                               | 924                                                 | 924                                                 | 924                                                 | 924                                                 | 924                                                 | 924                                                 | 924                                                 | 924                                                 | 924                                                 |                                                     |                                                     |                                                     |                                                     |                                                     |                                                     |                                                     |                                                     |                                                     |                                                     |                                                     |                                                     |                                                     |                                                     |                                                     |                                                     |                                                     |                                                     |                                                     |                                                     |                                                     |                                                     |                                                     |                                                     |                                                     |                                                     |                                                     |                                                     |                                                     |                                                     |                                                     |                                                     |                                                     |                                                     |                                                     |                                                     |                                                     |
| Roadster & Sportwagen                               |                                                     |                                                     | 944                                                 | 944                                                 | 944                                                 | 944                                                 | 944                                                 | 944                                                 | 944                                                 | 944                                                 | 944                                                 | 944                                                 | 968                                                 | 968                                                 | 968                                                 | 968                                                 | Boxster (986)                                       | Boxster (986)                                       | Boxster (986)                                       | Boxster (986)                                       | Boxster (986)                                       | Boxster (986)                                       | Boxster (986)                                       | Boxster (986)                                       | Boxster (987)                                       | Boxster (987)                                       | Boxster (987)                                       | Boxster (987)                                       | Boxster (987)                                       | Boxster (987)                                       | Boxster (987)                                       | Boxster (987)                                       | Boxster (981)                                       | Boxster (981)                                       | Boxster (981)                                       | Boxster (981)                                       | 718 Boxster (982)                                   | 718 Boxster (982)                                   | 718 Boxster (982)                                   | 718 Boxster (982)                                   | 718 Boxster (982)                                   | 718 Boxster (982)                                   | 718 Boxster (982)                                   | 718 Boxster (982)                                   | 718 Boxster (982)                                   | 718 Boxster (982)                                   |
| Roadster & Sportwagen                               |                                                     |                                                     | 944                                                 | 944                                                 | 944                                                 | 944                                                 | 944                                                 | 944                                                 | 944                                                 | 944                                                 | 944                                                 | 944                                                 | 968                                                 | 968                                                 | 968                                                 | 968                                                 | Boxster (986)                                       | Boxster (986)                                       | Boxster (986)                                       | Boxster (986)                                       | Boxster (986)                                       | Boxster (986)                                       | Boxster (986)                                       | Boxster (986)                                       |                                                     | Cayman (987)                                        | Cayman (987)                                        | Cayman (987)                                        | Cayman (987)                                        | Cayman (987)                                        | Cayman (987)                                        | Cayman (987)                                        | Cayman (981)                                        | Cayman (981)                                        | Cayman (981)                                        | Cayman (981)                                        | 718 Cayman (982)                                    | 718 Cayman (982)                                    | 718 Cayman (982)                                    | 718 Cayman (982)                                    | 718 Cayman (982)                                    | 718 Cayman (982)                                    | 718 Cayman (982)                                    | 718 Cayman (982)                                    | 718 Cayman (982)                                    | 718 Cayman (982)                                    |
| Roadster & Sportwagen                               | 911 / 930                                           | 911 / 930                                           | 911 / 930                                           | 911 / 930                                           | 911 / 930                                           | 911 / 930                                           | 911 / 930                                           | 911 / 930                                           | 911 / 930                                           | 911 (964)                                           | 911 (964)                                           | 911 (964)                                           | 911 (964)                                           | 911 (964)                                           | 911 (993)                                           | 911 (993)                                           | 911 (993)                                           | 911 (993)                                           | 911 (993)                                           | 911 (996)                                           | 911 (996)                                           | 911 (996)                                           | 911 (996)                                           | 911 (996)                                           | 911 (996)                                           | 911 (997)                                           | 911 (997)                                           | 911 (997)                                           | 911 (997)                                           | 911 (997)                                           | 911 (997)                                           | 911 (997)                                           | 911 (991)                                           | 911 (991)                                           | 911 (991)                                           | 911 (991)                                           | 911 (991.2)                                         | 911 (991.2)                                         | 911 (991.2)                                         | 911 (992)                                           | 911 (992)                                           | 911 (992)                                           | 911 (992)                                           | 911 (992)                                           | 911 (992)                                           | 911 (992)                                           |
| Gran Turismo                                        | 928                                                 | 928                                                 | 928                                                 | 928                                                 | 928                                                 | 928                                                 | 928                                                 | 928                                                 | 928                                                 | 928                                                 | 928                                                 | 928                                                 | 928                                                 | 928                                                 | 928                                                 | 928                                                 |                                                     |                                                     |                                                     |                                                     |                                                     |                                                     |                                                     |                                                     |                                                     |                                                     |                                                     |                                                     |                                                     |                                                     |                                                     |                                                     |                                                     |                                                     |                                                     |                                                     |                                                     |                                                     |                                                     |                                                     |                                                     |                                                     |                                                     |                                                     |                                                     |                                                     |
| Topklasse                                           |                                                     |                                                     |                                                     |                                                     |                                                     |                                                     |                                                     |                                                     |                                                     |                                                     |                                                     |                                                     |                                                     |                                                     |                                                     |                                                     |                                                     |                                                     |                                                     |                                                     |                                                     |                                                     |                                                     |                                                     |                                                     |                                                     |                                                     |                                                     |                                                     | Panamera (970)                                      | Panamera (970)                                      | Panamera (970)                                      | Panamera (970)                                      | Panamera (970)                                      | Panamera (970)                                      | Panamera (970)                                      | Panamera (971)                                      | Panamera (971)                                      | Panamera (971)                                      | Panamera (971)                                      | Panamera (971)                                      | Panamera (971)                                      | Panamera (971)                                      | Panamera (971)                                      | Panamera (972)                                      | Panamera (972)                                      |
| Supercar                                            |                                                     |                                                     |                                                     |                                                     |                                                     |                                                     | 959                                                 | 959                                                 | 959                                                 |                                                     |                                                     |                                                     | 959                                                 | 959                                                 |                                                     |                                                     | 911 GT1                                             | 911 GT1                                             | 911 GT1                                             | 911 GT1                                             |                                                     |                                                     |                                                     |                                                     | Carrera GT                                          | Carrera GT                                          | Carrera GT                                          |                                                     |                                                     |                                                     |                                                     |                                                     |                                                     | 918 Spyder                                          | 918 Spyder                                          | 918 Spyder                                          |                                                     |                                                     |                                                     |                                                     |                                                     |                                                     |                                                     |                                                     |                                                     |                                                     |
| EV                                                  |                                                     |                                                     |                                                     |                                                     |                                                     |                                                     |                                                     |                                                     |                                                     |                                                     |                                                     |                                                     |                                                     |                                                     |                                                     |                                                     |                                                     |                                                     |                                                     |                                                     |                                                     |                                                     |                                                     |                                                     |                                                     |                                                     |                                                     |                                                     |                                                     |                                                     |                                                     |                                                     |                                                     |                                                     |                                                     |                                                     |                                                     |                                                     |                                                     | Taycan (9J1)                                        | Taycan (9J1)                                        | Taycan (9J1)                                        | Taycan (9J1)                                        | Taycan (9J1)                                        | Taycan (9J1)                                        | Taycan (9J1)                                        |
| SUV                                                 |                                                     |                                                     |                                                     |                                                     |                                                     |                                                     |                                                     |                                                     |                                                     |                                                     |                                                     |                                                     |                                                     |                                                     |                                                     |                                                     |                                                     |                                                     |                                                     |                                                     |                                                     |                                                     |                                                     |                                                     |                                                     |                                                     |                                                     |                                                     |                                                     |                                                     |                                                     |                                                     |                                                     |                                                     | Macan (95B)                                         | Macan (95B)                                         | Macan (95B)                                         | Macan (95B)                                         | Macan (95B)                                         | Macan (95B)                                         | Macan (95B)                                         | Macan (95B)                                         | Macan (95B)                                         | Macan (95B)                                         | Macan (XAB)                                         | Macan (XAB)                                         |
| SUV                                                 |                                                     |                                                     |                                                     |                                                     |                                                     |                                                     |                                                     |                                                     |                                                     |                                                     |                                                     |                                                     |                                                     |                                                     |                                                     |                                                     |                                                     |                                                     |                                                     |                                                     |                                                     |                                                     | Cayenne (9PA)                                       | Cayenne (9PA)                                       | Cayenne (9PA)                                       | Cayenne (9PA)                                       | Cayenne (9PA)                                       | Cayenne (9PA)                                       | Cayenne (9PA)                                       | Cayenne (9PA)                                       | Cayenne (92A)                                       | Cayenne (92A)                                       | Cayenne (92A)                                       | Cayenne (92A)                                       | Cayenne (92A)                                       | Cayenne (92A)                                       | Cayenne (92A)                                       | Cayenne (92A)                                       | Cayenne (9YA)                                       | Cayenne (9YA)                                       | Cayenne (9YA)                                       | Cayenne (9YA)                                       | Cayenne (9YA)                                       | Cayenne (9YA)                                       | Cayenne (9YA)                                       | Cayenne (9YA)                                       |
| SUV                                                 |                                                     |                                                     |                                                     |                                                     |                                                     |                                                     |                                                     |                                                     |                                                     |                                                     |                                                     |                                                     |                                                     |                                                     |                                                     |                                                     |                                                     |                                                     |                                                     |                                                     |                                                     |                                                     | Cayenne (9PA)                                       | Cayenne (9PA)                                       | Cayenne (9PA)                                       | Cayenne (9PA)                                       | Cayenne (9PA)                                       | Cayenne (9PA)                                       | Cayenne (9PA)                                       | Cayenne (9PA)                                       | Cayenne (92A)                                       | Cayenne (92A)                                       | Cayenne (92A)                                       | Cayenne (92A)                                       | Cayenne (92A)                                       | Cayenne (92A)                                       | Cayenne (92A)                                       | Cayenne (92A)                                       | Cayenne Coupé (9YB)                                 |                                                     |                                                     |                                                     |                                                     |                                                     |                                                     |                                                     |

